# Йосип Дърмич
Йосип Дърмич е швейцарски футболист.

## Биография
През 2010 година започва своята криера в Цюрих, когато е на 18. След успешните си три сезона в Цюрих през лятото на 2013 г. преминава в немския ФК Нюрнберг, където подписва 4-годишен договор с клуба.
Дебютира на 18 август срещу Херта Берлин. Отборът се представя лошо през сезона, Дърмич решава да играе за Байер Леверкузен.
На 12 май 2014 г. преминава в Байер Леверкузен, където подписва за 5 години. Дебюта си прави на 19 август 2014 срещу ФК Копенхаген в плейофите за ШЛ 2014/2015 г., в 88 минута той е заменен от Чарлу Чарпулеско. Байер печели мача с 3 – 2. На 13 март 2015 г. пропуска дузпа срещу Байерн Мюнхен в четвъртфиналите за Купата на Германия, която е спасена от Мануел Нойер и Байер Леверкузен са елиминирани от турнира.
През лятото на 2015 преминава в Борусия ФФЛ, където подписва 4-годишен договор.
През лятото на 2019 швейцареца преминава в Норич, там не се представя на ниво, след като вкарва 1 гол в 21 мача. През зимата на 2021 е даден под наем на хърватския Риека.